# 헥사휴먼케어
헥사휴먼케어는 2016년 설립된 대한민국 로봇기업이다. 헥사휴먼케어는 한양대 로봇공학과 연구실에서 태동되었다. 로봇기술을 바탕으로 국내에서 처음으로 웨어러블 로봇연구를 수행했다. 연구개발 능력과 로봇기술을 활용해 인간의 신체적 약점을 보완하는, 즉 인간의 근력과 힘을 강화해 움직임과 활동성을 증대시켜 더욱 놀라운 가능성(Opportunity)을 만들어 내겠다는 꿈(Dream)을 실현(Reality)하는게 헥사휴먼케어의 비전이다.
헥사휴먼케어는 무릎재활로봇, 상지재활로봇, 보행보조 로봇, 허리 근력지원 로봇 등을 생산하고 있으며, 인체모방형 관절 설계기술, 착용로봇 제어기술, 로봇 구동부 모듈화 기술 등 핵심 기술을 갖고 있다. 헥사휴먼케어는 또한 로봇 기술을 의료 및 재활에 접목해 인간이 더 나은 삶을 유지 할 수 있도록 하고, 인공지능(AI)과 빅데이터(Big Data) 기술을 활용해 정밀치료와 맞춤형 재활(On-Demand Rehabilitation) 치료가 가능하도록 하고 있다.
웨어러블 로봇 기술은 건설 현장, 산업 현장, 복지, 구난 및 군사용으로도 활용되어 인간의 힘을 보조하거나 강화하여 생산성과 효율성을 높이고, 노인과 사회적 약자의 활동을 돕고, 생명을 보호할 수 있다. 저출산과 고령화라는 시대적 트렌드에 수반하는 노동력 감소와 노동 효율성 저하, 경제적 손실 증가라는 국가적 위기에 대처하는 모델로 이제 주목받기 시작했다.
이 같은 인식하에 헥사휴먼케어는 의료재활 분야의 연구성과를 기반으로 건설, 산업, 복지, 구난, 군사 등의 분야로 사업을 확장하고 있다. 회사 설립 후 현재까지는 로봇 연구를 통해 여러 응용 분야에서의 원천기술 확보와 임상 실험에 치중하였다면, 앞으로는 검증된 원천기술의 상용화를 통하여 본격적으로 세계시장에서 경쟁하겠다는 것이 목표다.

## 수상
2021년 로봇신문에 의해 '올해의 대한민국 로봇기업(Korea Robot Company of the Year 2021)'에 선정되었다.

1. ↑  “로봇신문 '2021 올해의 대한민국 로봇기업' 선정”. 2021년 12월 4일에 원본 문서에서 보존된 문서. 2021년 12월 4일에 확인함.